# Speocropia grandimacula
Speocropia grandimacula är en fjärilsart som beskrevs av William Schaus 1911. Speocropia grandimacula ingår i släktet Speocropia och familjen nattflyn. Inga underarter finns listade i Catalogue of Life.